# North Dakota Army National Guard
La North Dakota Army National Guard è una componente della Riserva militare della North Dakota National Guard, inquadrata sotto la U.S. National Guard. Il suo quartier generale è situato presso la città di Bismarck.

## Organizzazione
Attualmente, al 2021, sono attivi i seguenti reparti :

### Joint Forces Headquarters
- JFHQ, Army Element - Bismarck
- Medical Detachment
- Recruiting & Retention Battalion
- 81st Civil Support Team (WMD) - Bismarck

### 68th Troop Command
- Headquarters & Headquarters Company - Bismarck
- 116th Public Affairs Detachment - Bismarck
- 188th Army Band - Fargo
- 131st Military Police Battalion
  -  Headquarters & Headquarters Company
  -  191st Military Police Company (-) - Fargo
    - Detachment 1 - Grand Forks

  -  816th Military Police Company (-) - Dickson
    - Detachment 1 - Bismarck
- Detachment 1, 147th Cyber Protection Team - Bismarck
- Detachment 3, 891st Judge Advocate General
- Aviation Support Facility #1 - Bismarck Municipal Airport
- Aviation Support Facility #2 - Hector International Airport, Fargo
- 1st Battalion, 112th Aviation Regiment (Security & Support) - Sotto il controllo operativo della Combat Aviation Brigade, 34th Infantry Division, Minnesota Army National Guard
  -  Headquarters & Headquarters Company - Bismarck
  -  Company A (-) - Bismarck - Equipaggiato con 4 UH-72A 
  - Company B (-) - Michigan Army National Guard
  - Company C (-) - Washington Army National Guard
  -  Company D (-) (MEDEVAC) - Fargo - Equipaggiato con 4 UH-72A
- Company C, 2nd Battalion, 285th Aviation Regiment (Assault Helicopter) - Bismarck - Equipaggiato con 10 UH-60M 
  - Detachment 1, Company D (AVUM), 2nd Battalion, 285th Aviation Regiment (Assault Helicopter)
  - Detachment 1, Company E (Forward Support), 2nd Battalion, 285th Aviation Regiment (Assault Helicopter)
- Detachment 7, Company C, 2nd Battalion, 245th Aviation Regiment (Fixed Wings) - Bismarck - Equipaggiato con 1 C-12U
- Detachment 42, Operational Support Airlift Command
- 1st Battalion, 188th Air Defense Artillery Regiment (AVENGER) - Sotto il controllo operativo della 174th Air Defense Artillery Brigade
  -  Headquarters & Headquarters Battery - Grand Forks
  -  Battery A - Bismarck
  -  Battery B - Grand Forks
  -  Battery C - Fargo
  -  Battery D (Service) - Grand Forks

### 141st Maneuver Enhancement Brigade
- Headquarters & Headquarters Company - Fargo
- 426th Signal Network Company - Fargo
- 142nd Engineer Battalion
  -  Headquarters & Headquarters Company - Fargo
  -  Forward Support Company - Fargo
  -  188th Engineer Company (Vertical Construction) - Wahpeton
  -  815th Engineer Company (-) (Horizontal Construction) - Edgeley
    - Detachment 1 - Wishek
    - Detachment 2 - Lisbon

  - 835th Engineer Detachment (Utilities) - Devils Lake
  - 897th Engineer Detachment (Concrete) - Devils Lake
- 164th Engineer Battalion
  -  Headquarters & Headquarters Company - Minot
  -  Forward Support Company - Minot
  -  817th Engineer Company (Sapper) - Jamestown
  -  818th Engineer Company (Sapper) - Minot
  -  957th Engineer Company (Multirole Bridge) - Bismarck
- 136th Combat Sustainment Support Battalion
  -  Headquarters & Headquarters Company - Bismarck
  -  3662nd Maintenance Company - Devils Lake